# لهاسا (شهر در سطح ولایت)
لهاسا (به تبتی: ལྷ་ས་གྲོང་ཁྱེར།، نویسه‌گردانی «ویلی»: 	lha sa grong khyer، به پین‌یین تبتی: Lhasa Chongkyir، به چینی: 拉萨市، به پین‌یین: Lāsà Shì) یک شهر در سطح ولایت در جمهوری خلق چین است که در منطقه خودمختار تبت واقع شده‌است. این واحد تقسیماتی، منطقهٔ چنگ
لهاسا ۲۹٬۲۷۴ کیلومتر مربع مساحت و ۵۵۹٬۴۲۳ نفر جمعیت دارد و ۴٬۲۰۰ متر بالاتر از سطح دریا واقع شده‌است.

## تقسیمات اداری
شهر در سطح ولایت لهاسا به سه منطقه و ۵ شهرستان تقسیم شده است.
- منطقه چنگگوان (منطقهٔ شهری اصلی لهاسا)
- منطقه دگزه (منطقه شهری حومه‌ای شرق لهاسا)
- منطقه دویلونگدچن (منطقه شهری حومه‌ای غرب لهاسا)
- شهرستان چوشو
- شهرستان دامشونگ
- شهرستان لهونژوب
- شهرستان مایژوکونگگار
- شهرستان نیه‌مو